# 三保町
三保町（みほちょう）は、神奈川県横浜市緑区の町名。「丁目」の設定のない単独町名である。住居表示未実施区域。
三保町には榎下城跡があり、城跡の一部分に創建された舊城寺（旧林寺）の寺林は神奈川県指定天然記念物になっている。

## 地理
緑区の南部に位置し、北西に霧が丘、北に新治町、北東に小山町、東に台村町、南東に旭区川井宿町、南に旭区上川井町、南西に旭区若葉台と接している。

### 字名
| - 西ノ谷 - 大谷 - 南谷 - 東谷 - 稲荷谷 | - 杉沢 - 天神前 - 宮根 - 中通 - 大上 |

### 地価
住宅地の地価は、2025年（令和7年）1月1日の公示地価によれば、三保町字杉沢1467番62の地点で17万4000円/m²となっている。

## 歴史

### 地名の由来
横浜市編入の際、旧村名を採れば「久保町」となるところだが、横浜の旧市内にはすでに「久保町」があった。久保村が3つの谷戸となっていて、その親睦互助の精神を表現し、明朗発展を祝して、「三谷戸」の「三」と「久保」の「保」を採り「三保町」と名付けた。

### 沿革
かつて横浜市編入前のこの場所は、都筑郡新治村大字久保であった。
- 1939年（昭和14年）4月1日 - 横浜市に編入。横浜市港北区三保町となる[9]。
- 1969年（昭和44年）10月1日 - 行政区再編成により、緑区を新設。横浜市緑区三保町となる[10]。
- 1980年（昭和55年）12月10日 - 土地改良事業に伴い、三保町の一部を新治町へ編入[11]。
- 1981年（昭和56年）3月21日 - 霧ケ丘地区の土地区画整理事業に伴い[12]、三保町の一部を霧が丘四丁目へ編入[11]。
- 1982年（昭和57年）7月19日 - 三保町の一部を旭区若葉台二丁目へ編入[13]。
- 1983年（昭和58年）5月15日 - 中山駅北の土地区画整理事業に伴い[12]、三保町の一部を中山町へ編入[14]。
- 1994年（平成6年）11月6日 - 行政区再編成により、緑区を再設置[15]。

## 世帯数と人口
2025年（令和7年）6月30日現在（横浜市発表）の世帯数と人口は以下の通りである。
| 町丁   | 世帯数    | 人口     |
| ------ | --------- | -------- |
| 三保町 | 6,516世帯 | 15,176人 |

### 人口の変遷
国勢調査による人口の推移。
| 年                 | 人口   |
| ------------------ | ------ |
| 1995年（平成7年）  | 10,796 |
| 2000年（平成12年） | 12,024 |
| 2005年（平成17年） | 13,189 |
| 2010年（平成22年） | 14,912 |
| 2015年（平成27年） | 15,281 |
| 2020年（令和2年）  | 15,716 |

### 世帯数の変遷
国勢調査による世帯数の推移。
| 年                 | 世帯数 |
| ------------------ | ------ |
| 1995年（平成7年）  | 3,526  |
| 2000年（平成12年） | 4,216  |
| 2005年（平成17年） | 4,593  |
| 2010年（平成22年） | 5,161  |
| 2015年（平成27年） | 5,413  |
| 2020年（令和2年）  | 5,869  |

## 学区
市立小・中学校に通う場合、学区は以下の通りとなる（2024年11月時点）。
| 番・番地等 | 小学校             | 中学校                 |
| ---------- | ------------------ | ---------------------- |
| 全域       | 横浜市立三保小学校 | 横浜市立十日市場中学校 |

## 事業所
2021年（令和3年）現在の経済センサス調査による事業所数と従業員数は以下の通りである。
| 町丁   | 事業所数  | 従業員数 |
| ------ | --------- | -------- |
| 三保町 | 161事業所 | 2,542人  |

### 事業者数の変遷
経済センサスによる事業所数の推移。
| 年                 | 事業者数 |
| ------------------ | -------- |
| 2016年（平成28年） | 134      |
| 2021年（令和3年）  | 161      |

### 従業員数の変遷
経済センサスによる従業員数の推移。
| 年                 | 従業員数 |
| ------------------ | -------- |
| 2016年（平成28年） | 2,397    |
| 2021年（令和3年）  | 2,542    |

## 施設等
- 舊城寺
- 長延寺
- 東洋英和女学院大学
- 横浜創英大学・横浜翠陵中学校・高等学校
- 三保市民の森

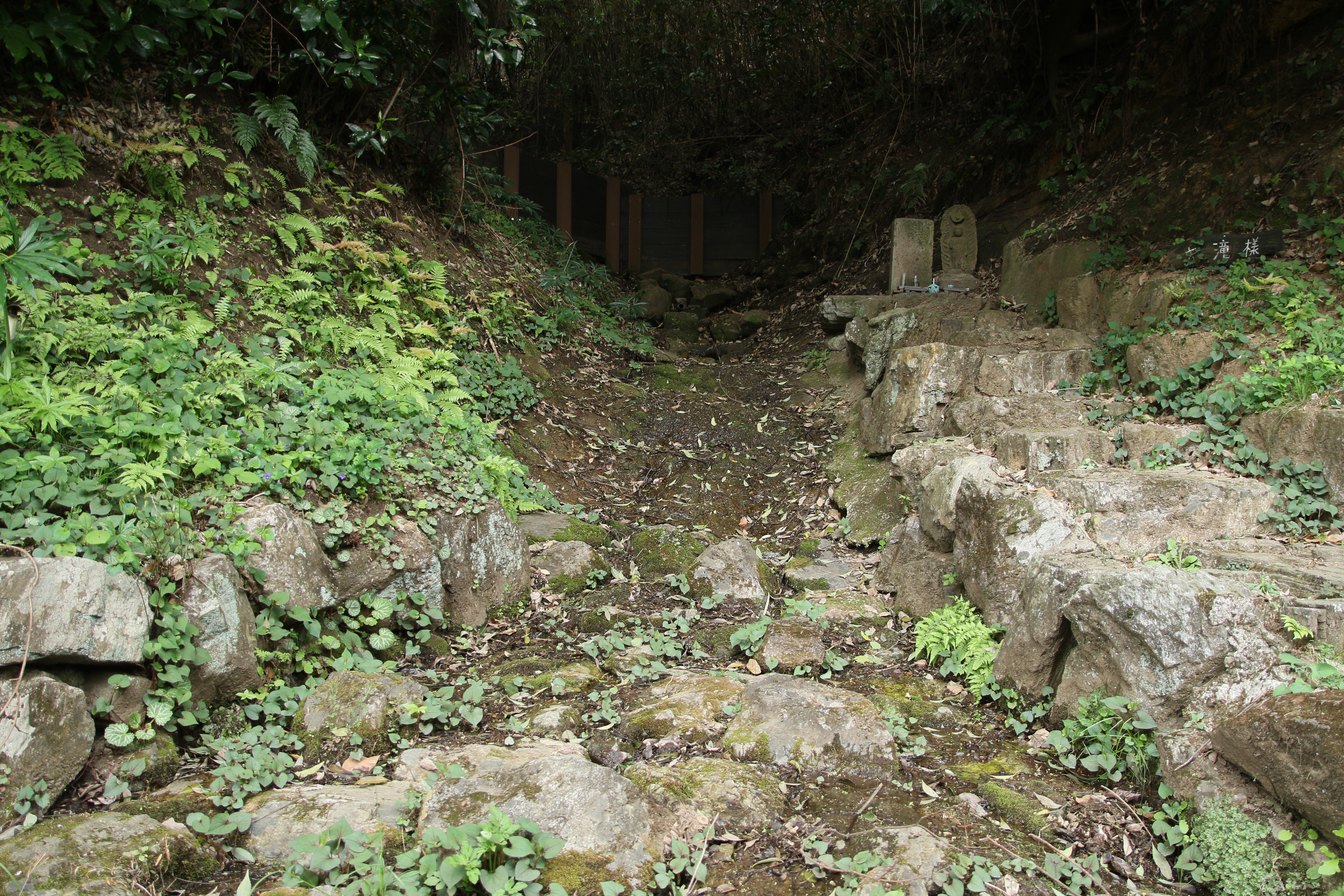
久保谷戸お滝様

- 久保谷戸お滝様 - 不動明王が祀られたかつての滝、現在は緑区遺産

## その他

### 日本郵便
- 郵便番号 : 226-0015[3]（集配局：緑郵便局[25]）

### 警察
町内の警察の管轄区域は以下の通りである。
| 番・番地等 | 警察署   | 交番・駐在所 |
| ---------- | -------- | ------------ |
| 全域       | 緑警察署 | 中山駅前交番 |